# Beyglū
Beyglū (persiska: Bayglū, بیگلو) är en ort i Iran.   Den ligger i provinsen Östazarbaijan, i den nordvästra delen av landet, 500 km nordväst om huvudstaden Teheran. Beyglū ligger 1 354 meter över havet och antalet invånare är 394.
Terrängen runt Beyglū är platt åt nordväst, men åt sydost är den kuperad. Runt Beyglū är det tätbefolkat, med 459 invånare per kvadratkilometer. Närmaste större samhälle är Īlkhchī, 2,4 km norr om Beyglū. Trakten runt Beyglū består i huvudsak av gräsmarker.